# BBC Sessions (album de New Order)
Pour les articles homonymes, voir BBC Sessions.
Albums de New Order
Technique
(1989) BBC Radio 1 Live in Concert 
(1992)
Peel Sessions/BBC Sessions est une compilation des 2 sessions de New Order pour John Peel sortie en 1990. Les deux sessions furent d'abord sorties séparément sous EP's en 1986 et 1987.

## Titres
| No | Titre              | Durée |
| -- | ------------------ | ----- |
| 1. | Truth              | 4:21  |
| 2. | Senses             | 4:25  |
| 3. | I.C.B.             | 5:19  |
| 4. | Dreams Never End   | 3:13  |
| 5. | Turn The Heater On | 5:03  |
| 6. | We All Stand       | 5:26  |
| 7. | Too Late           | 3:39  |
| 8. | 5-8-6              | 6:08  |

Titres 1 à 4, première diffusion le 26 janvier 1981

Titres 5 à 8, première diffusion le 1er juin 1982